# Guéorgui Lozanov
Guéorgui Lozanov (Sofia, 22 juillet 1926 - Sliven, 6 mai 2012) est un éducateur et neuropsychiatre bulgare.
Il est devenu une figure importante dans le domaine de l'apprentissage accéléré pendant les années 1970 avec sa théorie dénommée suggestopédie qui fait appel à différentes techniques, telles la respiration et la musique et qui améliore l'apprentissage.
En 1966, il a fondé l'Institut de suggestion de Sofia qu'il a dirigé jusqu'en 1984.